# Rafael Caldera
Rafael Antonio Caldera Rodríguez GColIH (San Felipe, 24 de janeiro de 1916 — Caracas, 24 de dezembro de 2009) foi um político venezuelano. Ocupou o cargo de presidente de seu país de 1969 a 1974 e novamente de 1994 a 1999.

## Carreira
Depois de se formar na universidade, Caldera fundou a Ação Nacional, um movimento político formado para participar das eleições municipais. Logo depois, fundou o Partido da Ação Nacional e foi eleito em janeiro de 1941, aos 25 anos, para a Câmara dos Deputados de seu estado natal, Yaracuy.[carece de fontes?] Como deputado, ele se opôs fortemente ao projeto de lei que levou ao tratado de fronteira de 1941 com a Colômbia. Teve também papel de destaque nos debates sobre a reforma parcial da Constituição de 1936 e nas revisões do Código Civil, e foi voz de destaque na promulgação de leis trabalhistas progressistas. Em 27 de outubro de 1945, Caldera foi nomeado procurador-geral por Rómulo Betancourt, chefe da Junta do Governo Revolucionário que depôs o presidente Isaías Medina Angarita no  18 de outubro de 1945. [carece de fontes?] Em 13 de janeiro de 1946, Caldera co-fundou COPEI, Comité de Organización Política Electoral Independiente (Comitê de Organização Política Eleitoral Independente), o Partido Democrata Cristão que cresceu para se tornar um dos dois maiores partidos políticos de massa na Venezuela. A primeira declaração de princípios da COPEI foi inspirada no ensinamento social da encíclica papal Quadragesimo Anno (1931) e abraçou a democracia, o pluralismo e a reforma social. Quatro meses depois, em 13 de abril de 1946, Caldera renunciou ao cargo de procurador-geral em protesto contra os contínuos ataques violentos que os membros de seu partido recém-criado sofriam por parte de apoiadores do governo.[carece de fontes?] Em 1946 , foi eleito deputado à Assembleia Nacional Constituinte, inaugurada em 17 de dezembro daquele ano. Este órgão legislativo teve a tarefa de redigir uma nova Constituição orientada pelos princípios da Revolução de Outubro. Venezuelanos de todos os cantos do país passaram a admirar as habilidades retóricas do jovem político. Os venezuelanos puderam ouvir os discursos de Caldera depois que Andrés Eloy Blanco, presidente da Assembleia Nacional Constituinte, atendeu ao pedido de Caldera para permitir a transmissão de rádio ao vivo das sessões legislativas. Caldera desempenhou um papel de destaque nesta assembleia. Ele proferiu discursos célebres sobre os direitos sociais dos trabalhadores, a função social da propriedade privada, a reforma agrária, a liberdade religiosa, a educação religiosa e a necessidade de eleições diretas e populares para governadores de estado. aos 31 anos, concorreu pela primeira vez à presidência e viajou pelo país para difundir as ideias de seu partido recém-criado. O renomado romancista venezuelano Rómulo Gallegos, candidato do partido social-democrata AD (Ação Democrática), venceu esta eleição. Caldera também concorreu ao Congresso e foi eleito para a Câmara dos Deputados no período 1948-1953. Seu mandato no Congresso, no entanto, foi interrompido depois que Gallegos foi deposto por um golpe de estado venezuelano de 1948 em 24 de novembro de 1948. Em 1952, Caldera foi eleito representante nas eleições para a Assembleia Nacional Constituinte. Depois que o Coronel Marcos Pérez Jiménez, chefe da Junta Militar, ignorou o triunfo eleitoral do partido URD (União Republicana Democrática), e expulsou Jóvito Villalba e outros líderes deste partido do país, Caldera e outros membros eleitos do partido COPEI recusaram-se a participar da nova Assembleia Constituinte.[carece de fontes?] Durante a ditadura militar de Pérez Jiménez (1952–1958), Caldera foi expulso de Universidad Central de Venezuela e preso diversas vezes. Em 3 de agosto de 1955, agentes da Segurança Nacional, uma grande força policial secreta liderada por Pedro Estrada que caçava opositores e administrava notórios campos de concentração, jogaram uma bomba na casa de Caldera, colocando em risco a vida de seu filho mais novo, então com nove meses de idade. Em 20 de agosto de 1957, foi novamente preso, mas desta vez em confinamento solitário, depois que Pérez Jiménez soube que Caldera, com toda a probabilidade, seria o candidato de consenso de todos os partidos da oposição na presidência. 
Tornando-se o líder eleito democraticamente mais antigo a governar o país no século XX.  Seu primeiro mandato marcou a primeira transferência pacífica de poder para uma oposição na história da Venezuela.  
Amplamente reconhecido como um dos fundadores do sistema democrático da Venezuela, um dos principais arquitetos da Constituição de 1961 e um dos pioneiros do movimento democrata cristão na América Latina, Caldera ajudou a forjar um período sem precedentes de governo democrático civil em um país sitiado por uma história de violência política e caudilhos militares.
Sua liderança estabeleceu a reputação da Venezuela como uma das democracias mais estáveis da América Latina durante a segunda metade do século XX.
Depois de se formar em Direito e Ciências Políticas pela Universidade Central da Venezuela em 1939, Caldera embarcou em uma longa carreira de 70 anos que combinou atividades políticas, intelectuais e acadêmicas.
Em 17 de outubro de 1997, foi agraciado com o Grande-Colar da Ordem do Infante D. Henrique de Portugal.

## Primeiro Mandato
O processo de pacificação, uma política que permitiu à esquerda armada depor as armas e participar na política sob regras democráticas, foi uma das conquistas mais importantes da primeira presidência de Caldera. Este perdão pôs efectivamente fim à guerra de guerrilha que assolou o país durante dez anos, custando muitas vidas.
Uma distinção fundamental entre o primeiro governo de Caldera e os dos seus antecessores residia na área da política externa.  O Presidente Caldera restaurou relações bilaterais com a União Soviética e as nações socialistas da Europa Oriental, bem como com uma série de nações sul-americanas que caíram sob ditaduras militares, incluindo Argentina, Panamá e Peru.  Esta política, conhecida como "solidariedade pluralista", foi uma reversão da Doutrina Betancourt de seu antecessor.
Caldera aproveitou desenvolvimentos importantes no comércio internacional de petróleo.  Ele aumentou os impostos sobre a produção de petróleo, nacionalizou a indústria do gás e promulgou leis rigorosas que regulamentam as empresas petrolíferas dos EUA que operavam na Venezuela. Em 1971, Caldera aumentou o imposto sobre os lucros do petróleo para 70 por cento.  Além disso, aprovou a lei de reversão de hidrocarbonetos que previa que todos os activos das empresas petrolíferas iriam para o Estado uma vez decorridas as concessões.
Esta lei abriu caminho à nacionalização da indústria petrolífera, que foi supervisionada pelo ministro das Finanças Luis Enrique Oberto. Na sua visita oficial aos EUA em 1970, Caldera obteve o compromisso da administração Nixon de aumentar a quota de mercado das exportações de petróleo venezuelanas para os Estados Unidos. Falando perante uma sessão conjunta do Congresso dos EUA, Caldera recebeu repetidos aplausos dos senadores e deputados ao exortar abertamente os americanos a mudarem a sua abordagem em relação à América Latina: "A fórmula para alcançar relações cordiais", disse ele, "não pode ser as tentativas impiedosas de reduzir para sempre os preços dos nossos produtos e, ao mesmo tempo, aumentar o preço das commodities que temos que importar". As prioridades internas mais importantes de Caldera durante a sua primeira administração foram a educação, a habitação e as infraestruturas. Ele aumentou dramaticamente o número de instituições educacionais, duplicando o número de escolas secundárias públicas e triplicando o número de faculdades e institutos de tecnologia estaduais. As universidades construídas e inauguradas durante sua administração incluem Simón Rodríguez, Táchira, e a Instituto de Estudos Superiores de Defesa Nacional. Em 3 de outubro de 1970, após semanas de violentos protestos estudantis e relatos de armas e materiais explosivos escondidos dentro do campus universitário, Caldera interveio na Universidade Central da Venezuela para proteger e salvaguardar a vida de estudantes, professores e funcionários universitários. Depois que a paz foi restaurada no campus, a universidade recuperou sua autonomia e realizou eleições para um novo conselho de administração.[carece de fontes?] Durante a primeira presidência de Caldera, um total de 291.233 unidades habitacionais foram construídas. Em termos de infraestruturas e edifícios públicos, algumas das obras mais importantes concluídas durante a sua primeira administração incluem: Poliedro de Caracas, os edifícios do Ministério da Educação, dos Tribunais de Justiça e do Banco Central; o Museu de Arte Contemporânea e o Teatro Ríos Reyna do Complexo Cultural Teresa Carreño, em Caracas; os hospitais gerais de Maracay, Coro, Mérida, San Carlos, Valle de la Pascua, Chiquinquirá em Maracaibo e Miguel Pérez Carreño e Los Magallanes de Catia em Caracas; principais rodovias como Cota Mil e Rodovia Francisco Fajardo La Araña-Caricuao]] em Caracas, Barquisimeto-Yaritagua, Valência-Campo de Carabobo e Barcelona-Crucero de Maturín; aeroportos La Chinita em Maracaibo, Santiago Mariño em Porlamar e Las Piedras em Paraguaná; a barragem José Antonio Páez em Mérida, Cumaripa em Yaracuy e a terceira e quarta fases do Projeto Guri na Guiana.

## Mandato como senador

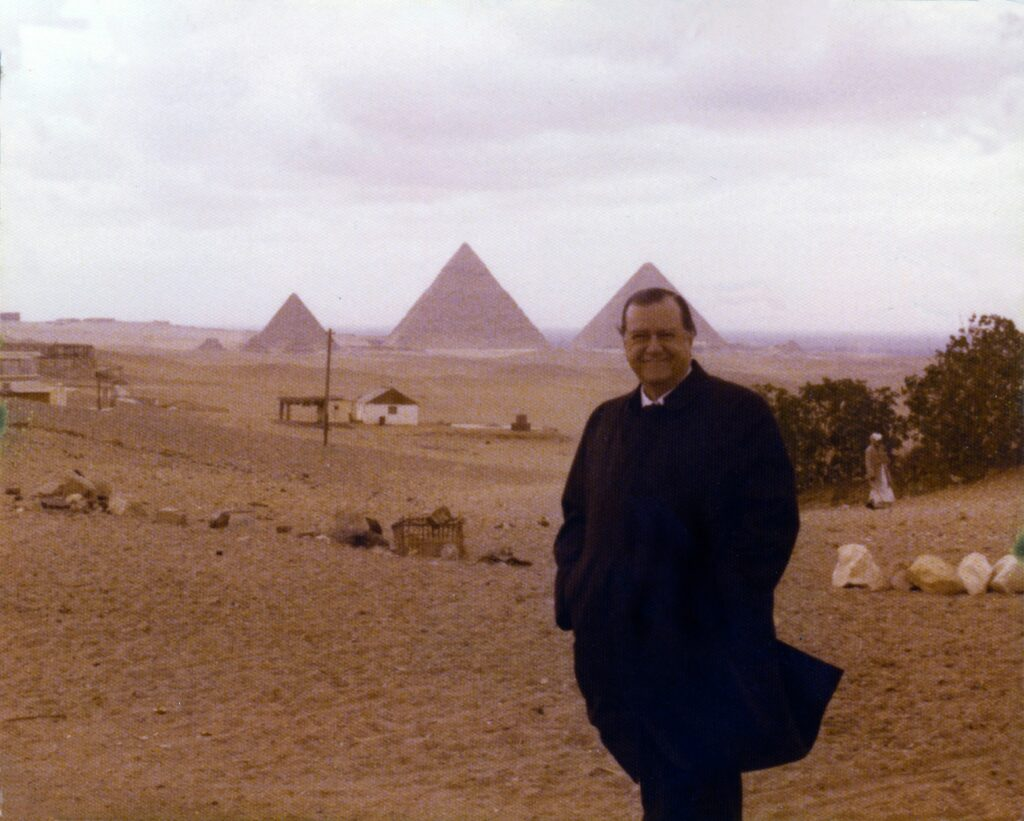
Caldera em visita ao Egito em 1976

Depois de deixar a presidência da Venezuela, Caldera continuou suas atividades acadêmicas e políticas. Ele serviu no Senado venezuelano, já que todos os ex-presidentes receberam nomeações vitalícias para o Senado de acordo com a Constituição de 1961.[carece de fontes?] Durante este período, Caldera foi nomeado para vários cargos de liderança importantes em organizações internacionais. Aclamado pelo seu papel na manutenção da democracia e da estabilidade numa época em que a maioria dos outros países latino-americanos passava por convulsões políticas, Caldera serviu como presidente da União Interparlamentar de 1979 a 1982. Em 1979, foi eleito Presidente do Congresso Mundial de Reforma Agrária e Desenvolvimento Rural, que se reuniu em Roma sob os auspícios da Organização para a Alimentação e Agricultura (FAO) das Nações Unidas. Um ano depois, Caldera presidiu o Comitê Internacional encarregado de preparar um acordo internacional para o estabelecimento da Universidade para a Paz, aprovado pela Assembleia Geral das Nações Unidas em 5 de dezembro de 1980. Em março de 1987, Caldera foi convidado pelo Papa João Paulo II para proferir um discurso perante o Colégio dos Cardeais para comemorar o 20º aniversário da Encíclica Papal Populorum Progressio. Um tema principal nos seus discursos e conferências durante estes anos foi a necessidade de encontrar soluções para a crise da dívida que afectou gravemente a maioria dos países do terceiro mundo. A sua principal preocupação era denunciar a injustiça de colocar o pesado fardo do serviço da dívida sobre os ombros das pessoas mais empobrecidas e vulneráveis dos países do terceiro mundo.[carece de fontes?] Como senador titular no Congresso Nacional Venezuelano, Caldera optou por usar o pódio de orador exclusivamente em assuntos de importância nacional. Como “arquiteto” da Constituição de 1961, foi convocado pelos líderes de todos os partidos venezuelanos para defender os seus princípios, validade e atualidade. Nesse sentido, foi escolhido para proferir os discursos comemorativos antes das sessões extraordinárias conjuntas do Congresso no dia 15 (1976). e 25 (1986) aniversários da Constituição de 1961. Em 1985, foi nomeado Presidente da Comissão Bicameral do Congresso para a Reforma da Lei do Trabalho. Após anos de deliberações com trabalhadores, juristas, sindicatos e representantes das câmaras da indústria e do comércio, o projeto foi apresentado em 1989 e aprovado pelo Congresso no final de 1990.[carece de fontes?] Em junho 1989, Caldera foi nomeado presidente da Comissão Bicameral do Congresso para a Reforma da Constituição. O projeto de reforma elaborado pela comissão foi apresentado em março de 1992, mas não recebeu o apoio necessário dos principais partidos políticos no Congresso. Este projeto incluiu disposições para reestruturar o Poder Judiciário, bem como mecanismos para fortalecer a participação dos cidadãos na democracia.

## Segundo Mandato

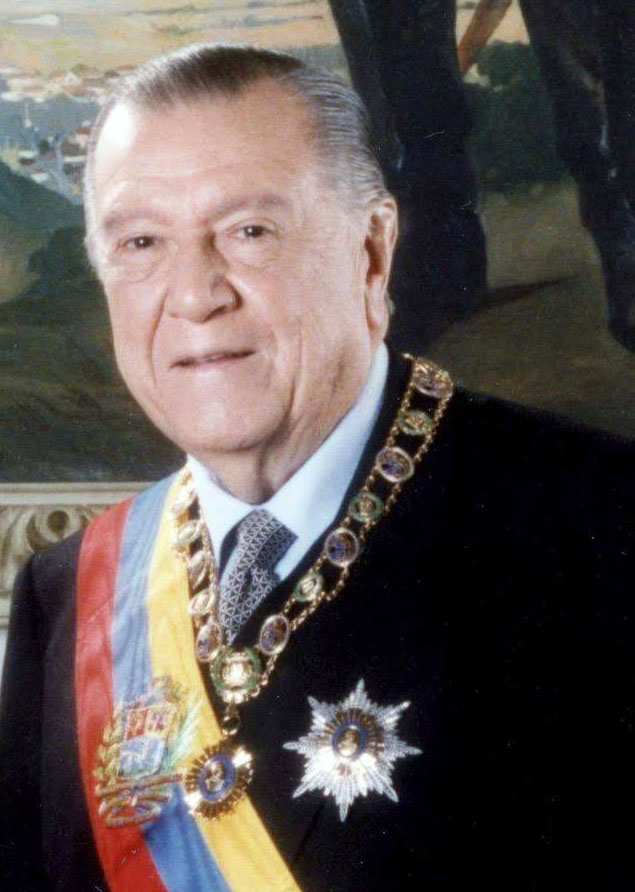
Caldera durante seu segundo mandato, 1994

A segunda administração de Caldera herdou e enfrentou três adversidades de grande magnitude: uma queda acentuada nos preços do petróleo, a recessão económica e a inflação elevada de 1993, e uma enorme crise bancária. O déficit fiscal forçou o governo de Caldera a aplicar um severo plano de austeridade que incluiu um corte de dez por cento do orçamento federal em 1994 e, simultaneamente, uma reforma da legislação fiscal e a criação do SENIAT, uma nova agência de cobrança de impostos. Em janeiro de 1994, menos de um mês antes da posse de Rafael Caldera, o segundo maior banco da Venezuela, o Banco Latino, faliu e foi assumido pelo governo. Em outubro de 1994, o governo tinha confiscado mais de dez bancos falidos. Como explica René Salgado na sua investigação sobre o governo e a economia na Venezuela, "o resgate do governo ao setor financeiro garantiu aproximadamente 6 mil milhões de dólares aos depositantes, o que representou cerca de 75 por cento do orçamento nacional anual e uns alarmantes 13 por cento do produto interno bruto". . Outras falências bancárias continuaram ao longo do ano e em 1995". Em acordo com o Fundo Monetário Internacional, Caldera implementou em 1996 um novo plano econômico, denominado  es, que "aumentou os preços domésticos dos combustíveis, liberou as taxas de juros, unificou o sistema de taxas de câmbio sob flutuação temporária, aboliu os controles sobre transações correntes e de capital, eliminou os controles de preços (exceto para medicamentos) e fortaleceu a rede de segurança social”. Em 1997, o produto interno bruto (PIB) cresceu acima de cinco por cento e a taxa de inflação foi reduzida para metade. A crise financeira asiática de 1997, no entanto, levou os preços do petróleo a níveis dramaticamente baixos, forçando o governo a fazer grandes cortes orçamentais.[carece de fontes?] Uma conquista notável nesta administração foi o acordo tripartido sobre benefícios trabalhistas, seguridade social e fundos de pensão, alcançados entre os sindicatos, o setor empresarial privado e o Estado, após dez anos de negociações paralisadas.[carece de fontes?] A luta contra a corrupção era uma prioridade central no segundo mandato de Caldera. Em março de 1996, como descreve a organização GlobalSecurity, “ocorreu um evento memorável, que dificilmente causou repercussão na imprensa mundial. Em sua terceira sessão plenária, os membros da Organização dos Estados Americanos (OEA) adotaram a Declaração Inter- Convenção Americana contra a Corrupção. A Convenção é muitas vezes referida como Convenção Caldera, em homenagem ao Presidente da Venezuela, que foi uma das forças motrizes por trás dela". O Presidente Caldera também insistiu em fazer da corrupção o tema central da VII Cúpula Ibero-Americana de Chefes de Estado e de Governo, organizada pela Venezuela em 1997. O renomado economista venezuelano Moises Naím, um antigo membro do gabinete ministerial de Pérez e um crítico declarado de Caldera, argumenta que, apesar destes esforços, a administração de Caldera foi, no entanto, "particularmente ineficaz em levar à justiça os muitos reguladores e banqueiros responsáveis pela enorme crise bancária do país".
Apesar das limitações do orçamento federal, a administração de Caldera desenvolveu grandes projetos de infraestrutura, incluindo duas barragens de água: a Macagua II na Guiana e o Taguaza em Caracas; o aqueduto central regional de Valência; a superestrada Mérida-El Vigía e trechos das rodovias Centro-Ocidental, José Antonio Páez e Rómulo Betancourt. Esta administração também concluiu a Linha 3 do Metrô de Caracas, dos museus Jacobo Borges e Cruz-Diez, e quase concluiu a linha Caracas-Cúa ferrovia e complexo hidrológico Yacambú-Quíbor. No início de seu segundo mandato, Caldera perdoou os oficiais militares responsáveis pelos golpes fracassados de 4 de fevereiro e 27 de novembro de 1992, uma política que visa pacificar a força militar insurgente. Muitos críticos questionam retrospectivamente a decisão de Caldera. Hugo Chávez ganhou popularidade e venceu as eleições presidenciais em 1998.

## Trabalhos
- Andrés Bello (1935)
- Derecho del trabajo (1939)
- El Bloque Latinoamericano (1961)
- Moldes para la fragua (1962)
- Democracia Cristiana y Desarrollo (1964)
- Ideario. La democracia cristiana na América Latina (1970)
- Especificidad de la democracia cristiana (1972)
- Temas de sociología venezolana (1973)
- Justicia social internacional y Nacionalismo latinoamericano (1973)
- La nacionalización del petróleo (1975)
- Reflexiones de la Rábida (1976)
- Parlamento mundial: una voz latinoamericana (1984)
- Bolívar siempre (1987)
- Los causahabientes, de Carabobo a Puntofijo (1999)

### Biblioteca Rafael Caldera
- La Venezuela civil, constructores de la república (2014)
- Los desafíos a la gobernabilidad democrática (2014)
- Justicia Social Internacional (2014)
- Frente a Chávez (2015)
- Andrés Bello (2015)
- Moldes para la fragua. Nueva Serie (2016)
- Ganar la patria (2016)
- De Carabobo a Puntofijo (2017)
- Derecho al Trabajo (2017)